# Karta ubezpieczenia zdrowotnego
Karta ubezpieczenia zdrowotnego (KUZ) – dokument umożliwiający potwierdzenie prawa do świadczeń opieki zdrowotnej finansowanych ze środków publicznych oraz umożliwiający potwierdzenie wykonania świadczeń opieki zdrowotnej. KUZ umożliwia ponadto identyfikację i uwierzytelnienie jej posiadacza w systemach informatycznych służby zdrowia. KUZ może pełnić funkcję Europejskiej Karty Ubezpieczenia Zdrowotnego.
KUZ jest kartą typu elektronicznego. W Polsce KUZ przewidziana jest ustawą z dnia 27 sierpnia 2004 r. o świadczeniach opieki zdrowotnej finansowanych ze środków publicznych, a równocześnie jest przedmiotem prac legislacyjnych rządu w ramach nowelizacji ustawy z dnia 28 kwietnia 2011 r. o systemie informacji w ochronie zdrowia. Według projektu ustawy o zmianie ustawy o systemie informacji w ochronie zdrowia oraz niektórych innych ustaw KUZ będzie wydawana w Polsce w 2016 r.
KUZ zawiera dane personalne jej posiadacza: imię i nazwisko, datę urodzenia i numer PESEL. KUZ może zawierać w warstwie elektronicznej, za zgodą osoby, której dotyczy, dane dotyczące jej stanu zdrowia (wrażliwe dane medyczne).
Ze względu na dane identyfikacyjne zawarte w KUZ oraz z racji na charakter uprawnień potwierdzanych przez KUZ i ich wartość (rocznie w skali kraju: 65 mld PLN według planu NFZ na 2015 r.) KUZ jest uznawana za dokument o szczególnym znaczeniu dla bezpieczeństwa tożsamości obywateli i bezpieczeństwa identyfikacyjnego. A zatem procedury związane z emisją i produkcją KUZ, podobnie jak w przypadku paszportu i dowodu osobistego, dotyczą istotnego interesu bezpieczeństwa państwa.